# Majdany Małe
Majdany Małe (deutsch Klein Altenhagen) ist ein Ort in der polnischen Woiwodschaft Ermland-Masuren. Er gehört zur Gmina Miłomłyn (Stadt- und Landgemeinde Liebemühl) im Powiat Ostródzki (Kreis Osterode in Ostpreußen).

## Geographische Lage
Majdany Małe liegt am Westufer des Großen Eyling-Sees (polnisch Jezioro Ilińsk) im Westen der Woiwodschaft Ermland-Masuren, 13 Kilometer nordwestlich der Kreisstadt Ostróda (deutsch Osterode in Ostpreußen).

## Geschichte
Klein Altenhagen bestand in seinem Kern lediglich aus einem kleinen Hof und war bis 1945 ein Wohnplatz innerhalb der Gemeinde Groß Altenhagen (polnisch Majdany Wielkie) im Kreis Osterode in Ostpreußen.
Als 1945 in Kriegsfolge das gesamte südliche Ostpreußen an Polen fiel, war auch Klein Altenhagen davon betroffen. Der Ort erhielt die polnische Namensform „Majdany Małe“ und ist heute eine Ortschaft innerhalb der Stadt- und Landgemeinde Miłomłyn (Liebemühl) im Powiat Ostródzki (Kreis Osterode in Ostpreußen), von 1975 bis 1998 der Woiwodschaft Olsztyn, seither der Woiwodschaft Ermland-Masuren zugehörig.

## Kirche
Bis 1945 war Klein Altenhagen in die evangelische Pfarrkirche Liebemühl in der Kirchenprovinz Ostpreußen der Kirche der Altpreußischen Union, außerdem in die römisch-katholische Kirche Osterode i. Ostpr. eingegliedert.
Majdany Małe gehört heute katholischerseits zur Pfarrei St. Bartholomäus Miłomłyn im Bistum Elbląg, evangelischerseits zur Kirche Ostróda in der Diözese Masuren der Evangelisch-Augsburgischen Kirche in Polen.

## Verkehr
Majdany Małe ist von Miłomłyn aus direkt zu erreichen, ebenso auch von mehreren Nachbarorten. Eine Bahnanbindung besteht nicht.